# Virágének
A virágének a magyar műköltészetben a szerelmi dal legnevezetesebb, önálló műfajelnevezéssel megjelölt változata; a 19. század előtti magyar költészet szerelmi-erotikus témájú lírai dalainak, táncdalainak az összefoglaló megjelölése. Elnevezését a virágnyelv szimbolikája (a szeretett kedves virágnevekkel való illetése) nyomán kapta. Két fő válfaja közül az udvarlódal a lovagköltészet és a petrarkizmus hagyományaiba illeszkedő finom stílusban szól a kedvesről, másik válfaja a latrikánus ének, amely ledér hölgyekkel átélt parázna kapcsolatokat versel meg. A 18. századig e dalokat irodalomalattiaknak tekintették, lejegyzésüket és terjesztésüket tiltották, így a fennmaradt szövegemlékek hiányosak. A műfaj legkorábbi, 1490 körüli emléke, a Soproni virágének is töredékes. A műfaj legtöbb példája Balassi Bálint költészetéből ismert (például Kit egy bokrétáról szerzett).